# Megaselia capillicauda
Megaselia capillicauda är en tvåvingeart som beskrevs av Borgmeier 1964. Megaselia capillicauda ingår i släktet Megaselia och familjen puckelflugor. Inga underarter finns listade i Catalogue of Life.